# تسوندري

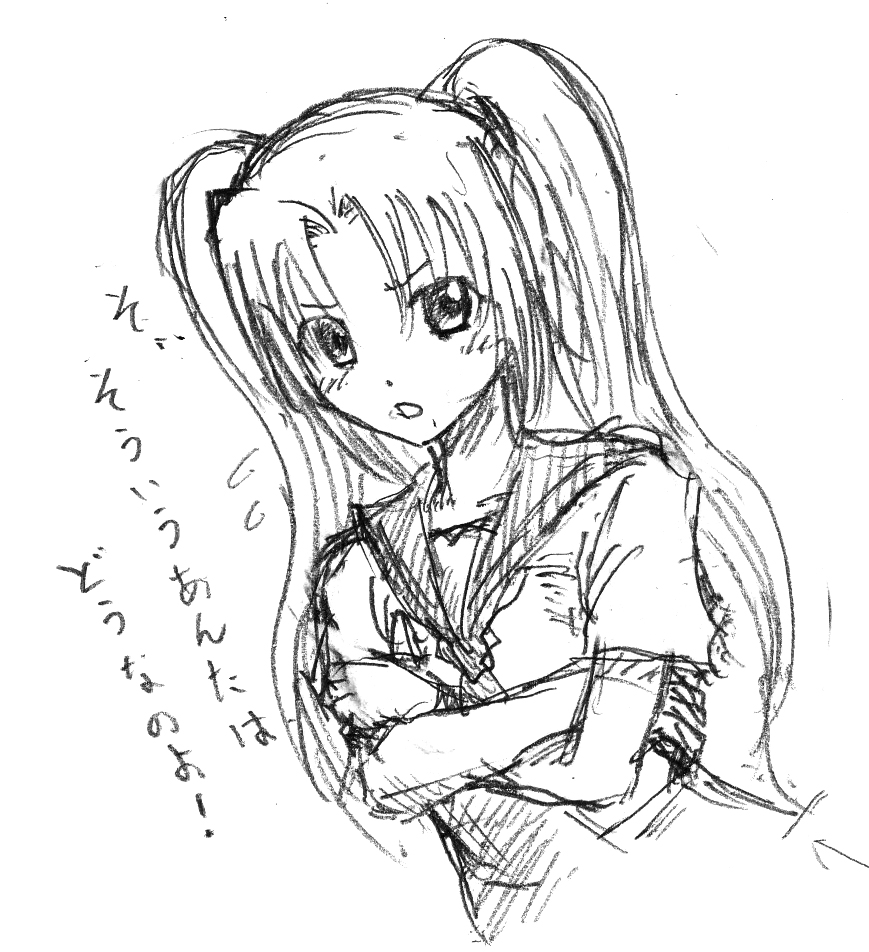
مثال لشخصية تسوندري

تسوندري (ツンデレ) كلمة يابانية تشير إلى شخصية تظهر متحفظة ومتكبرة تصبح حنونة ومحبة بعد ذلك.
تسوندري مزيج كلمتين يابانيتين، الأولى هي تسونتسون (ツンツン) التي تعني «متحفظ» والثانية دريدري (デレデレ) وهي تعني «محب».
الشخصية التسوندري تظهر في حالته ال«تسونتسون» عنيفة، وأحياناً تدخل في حالتها ال«دريدري» فتصبح محبة ومتوافقة.
غالبا ما تستعمل الكلمة «تسوندري» لشخصيات الأنمي والمانغا وهي تستعمل خاصة للبنات. وهناك مقهى في اليابان به نادلات تسوندري.

## قراءة إضافية
- Togashi, J. (2009). ツンデレ属性と言語表現の関係―ツンデレ表現ケーススタディ― [Tsundere expression case study - of a tsundere attribute and the verbalization concerned] (PDF) (باليابانية). Daito Bunka University. Archived from the original (PDF) on 2024-07-15.